# ابراهیم‌آباد ۲
ابراهیم‌آباد ۲ یک روستا در ایران است که در بخش نگین کویر شهرستان فهرج در استان کرمان واقع شده‌است. ابراهیم‌آباد ۲ ۵۲ نفر جمعیت دارد.

## جمعیت
این روستا در دهستان چاهدگال قرار دارد و براساس سرشماری مرکز آمار ایران در سال ۱۳۸۵، جمعیت آن ۵۲ نفر (۱۶ خانوار) بوده‌است.